# Pie Five
O Pie Five Pizza é uma cadeia americana de restaurantes de fast casual, especializada em pizzas personalizadas. A marca é propriedade do Rave Restaurant Group, que também é proprietário da Pizza Inn. Em dezembro de 2024, a Pie Five opera 19 restaurantes com localizações nos seguintes estados: Arkansas, Illinois, Kentucky, Mississippi, Oklahoma, Oregon, Texas e Virgínia.

## Conceito
A Pie Five foi nomeada pelo conceito de preparar uma pizza personalizada em cinco minutos. O menu oferece pizzas padrão e personalizadas feitas sob encomenda, saladas, calzones, pães e sobremesas. Muitos locais servem cerveja.

## História

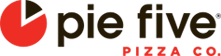
Logotipo original

A 3 de junho de 2011, a empresa Pizza Inn abriu a primeira Pie Five Pizza em Fort Worth, Texas. Até ao final do ano, tinham cinco locais na área de Fort Worth e, em janeiro de 2015, tinham 31 locais.
O antigo executivo da PepsiCo e da Yum! Brands, Randy Gier, entrou para a empresa em 2012. Foi diretor executivo até 2016.
Em 9 de janeiro de 2015, a empresa-mãe Pizza Inn Holdings (símbolo do ticker: “PZZI”) foi renomeada como uma empresa de portfólio chamada Rave Restaurant Group (símbolo do ticker: “RAVE”) quando os locais da Pie Five Pizza começaram a aumentar.
Em março de 2017, a Pie Five fechou várias lojas do meio-oeste, incluindo duas localizações na Região Metropolitana de Minneapolis-Saint Paul em Eden Prairie e Woodbury e todas, exceto uma localização na Região Metropolitana de Chicago, para se concentrar em seus outros mercados. Mais tarde naquele ano, eles abriram sua primeira loja na Costa Oeste em São Francisco, Califórnia.
Três locais foram abertos no centro-sul da Pensilvânia no início de 2017, antes de se converterem em uma franquia regional e, finalmente, fecharem no início de 2018.
Em outubro de 2019, o RAVE Restaurant Group anunciou que seu conselho de administração nomeou Brandon L. Solano como CEO.
No relatório de final de trimestre / ano fiscal de outubro de 2020, as vendas de varejo de lojas comparáveis do Pive Five diminuíram 15,7% em relação ao ano anterior, com a maioria dos 42 locais usando serviços de entrega de terceiros.
Uma análise de janeiro de 2021 das lutas da cadeia identificou razões como um mercado altamente competitivo, crescimento muito rápido de localização e franquia, acostumando os clientes de pizza à experiência individual fast casual, críticas mistas em locais individuais que podem ter impedido os clientes de retornar, investimento de marketing pobre, potencial iminente NASDAQ delisting e uma violação de segurança de cartão de crédito em 2018.
Em março de 2021, a Pie Five anunciou uma nova Panzano Pan Crust. A empresa diz que está posicionada de forma única em relação aos seus concorrentes para fazer este produto devido aos tipos de fornos que utilizam.